# Tsuyoshi Wada
Tsuyoshi Wada, född den 21 februari 1981 i Konan, är en japansk professionell basebollspelare som spelar för Fukuoka SoftBank Hawks i Nippon Professional Baseball (NPB). Wada är vänsterhänt pitcher.

## Karriär

### Nippon Professional Baseball

#### Fukuoka Daiei/SoftBank Hawks

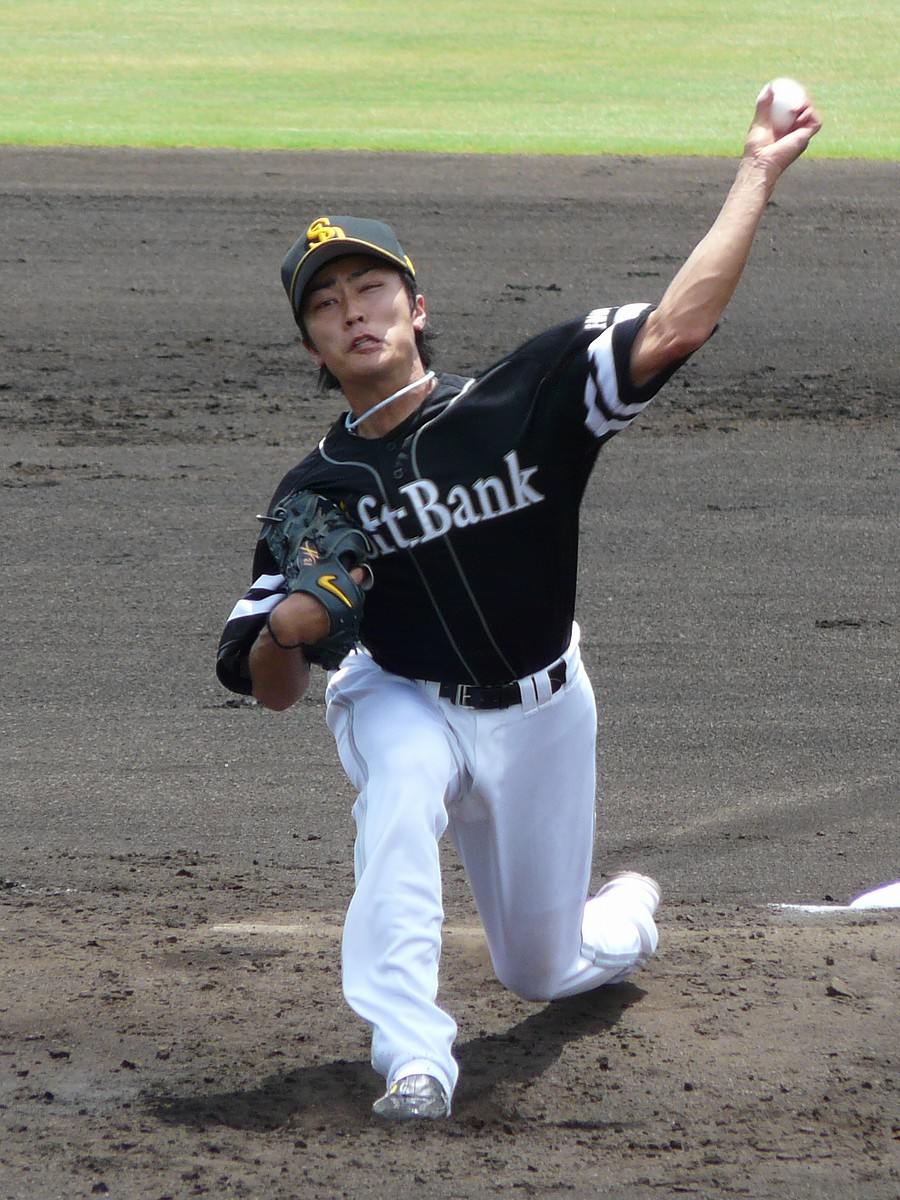
Wada i Fukuoka SoftBank Hawks dräkt 2009.

Wada spelade för Fukuoka Daiei/SoftBank Hawks i NPB under nio säsonger 2003–2011. Under de åren var han på 210 matcher, varav 207 starter, 107-61 (107 vinster och 61 förluster) med en earned run average (ERA) på 3,13, 1 329 strikeouts och 395 walks på 1 444,2 innings pitched. Han hade 36 complete games och åtta shutouts. 2010 utsågs han till ligans mest värdefulla spelare (MVP), då han var 17-8 med en ERA på 3,14 på 26 starter.

### Major League Baseball

#### Baltimore Orioles
Wada skrev på ett tvåårskontrakt värt 8,15 miljoner dollar med Baltimore Orioles i MLB i december 2011. Avtalet innehöll även en option för 2014 värd fem miljoner dollar. Under försäsongsträningen (spring training) inför 2012 års säsong skadade han dock armbågen, vilket krävde en operation som gjorde att han missade hela säsongen. Han gjorde comeback i maj 2013 för Orioles högsta farmarklubb Norfolk Tides i International League (AAA), men där blev han kvar resten av säsongen. Han gjorde aldrig en enda match för Orioles.

#### Chicago Cubs
Inför 2014 års säsong skrev Wada på ett minor league-kontrakt med Chicago Cubs, och i början av juli gjorde han äntligen MLB-debut. Han vann sin första match i MLB den 28 juli mot Colorado Rockies. Totalt under säsongen var han 4-4 med en ERA på 3,25 på 13 starter för Cubs. Efter säsongen kom han överens med Cubs om ett ettårskontrakt värt fyra miljoner dollar med en möjlighet att tjäna ytterligare två miljoner dollar om han presterade väl.
Wada inledde 2015 års säsong på skadelistan på grund av en muskelbristning i vänster ljumske. Han placerades därefter i Cubs högsta farmarklubb Iowa Cubs, men hämtades upp till moderklubben i slutet av maj. En månad senare blev han skadad igen och det dröjde till september innan han flyttades upp från farmarligorna. Han gjorde under 2015 åtta matcher för Cubs, varav sju starter, och var 1-1 med en ERA på 3,62.

### Nippon Professional Baseball

#### Fukuoka SoftBank Hawks
2016 återvände Wada till Japan och sin gamla klubb Fukuoka SoftBank Hawks.

### Internationellt
Wada tog brons för Japan vid olympiska sommarspelen 2004 i Aten. Han deltog även vid olympiska sommarspelen 2008 i Peking, där Japan kom fyra.
Wada representerade även Japan i World Baseball Classic 2006, där Japan vann. Han spelade en match och hade en ERA på 0,00.